# Maitland Farmer
Maitland Adam Ernest Farmer (* 24. Februar 1904 in London; † 12. Juni 1995 in Eastern Passage) war ein englisch-kanadischer Organist, Cembalist, Kirchenmusiker und Musikpädagoge.
Farmer war Schüler von Reginald Goss-Custard und George Dorrington Cunningham. Er wurde zunächst Organist an der „Holy Trinity Church“ am Cloudeslay Square in London, dann an „St-André“ im französischen Pau und nach seiner Rückkehr nach London 1923 an der „St. Luke’s Church“ in South Kensington. Er gab in dieser Zeit seine ersten Orgelkonzerte und spielte für die „Duo-Art Company“ Klavierstücke auf Papierrollen ein.
1929 übersiedelte er nach Kanada und wurde Organist an der „Cathedral of the Holy Trinity“ in Quebec. Von 1932 bis 1944 war er Organist an der „St. Paul’s Anglican Church“ in Toronto. 1944 ging er nach Montreal, wo er als Klavierlehrer an der McGill University und Organist an der „St. George’s Anglican Church“ wirkte. Von 1946 bis 1971 war er Organist der „All Saints Cathedral“ in Halifax; daneben unterrichtete er von 1966 bis 1971 Orgel an der Dalhousie University. Danach war er noch bis 1973 Organist an der „St. James Anglican Church“.
Zu den Orgelschülern Farmers zählen u. a. Leon Cole, Don Forbes, Nancy Fraser, Alexander Gray, John Grew, Michael Gormley und David Macdonald. Als Konzertorganist begann Farmer 1930 im Rundfunk aufzutreten und gab mehr als 100 Konzerte bei der CBC in Toronto und Halifax. Bei der Expo 67 in Montreal trat er eine Woche lang täglich im kanadischen Pavillon auf. Als Cembalosolist gab er Konzerte mit dem Streichorchester der CBC und dem Halifax Symphony Orchestra.